# 이관명
이관명(李觀命, 1661년 ~ 1733년)은 조선 후기의 문신이다. 영조 때 영의정 홍치중, 영의정 정호, 좌의정 민진원과 노론 4대신 중 한 명이며, 영조 때 좌의정을 지냈다. 이사명, 좌의정 이이명의 사촌이고, 좌의정 이건명의 형이다. 본관은 전주. 자는 자빈(子賓), 호는 병산(屛山).
1728년(영조 5) 이인좌의 난 진압 직후 분무원종공신 1등(奮武原從功臣一等)에 책록되었다.

## 생애
세종대왕의 서자 밀성군 이침의 후손으로 광원군 이구수의 5대손이다. 할아버지는 효종~숙종대의 서인 정승 백강 이경여였고, 백부 이민적의 아들이 숙종 때의 서인 이사명과 후일 숙종과 독대를 한 후 신임환국 때 노론 4대신이 된 이이명이고, 동생은 역시 노론 4대신인 한포재 이건명이다.
숙종 때 문과에 급제해서 지평, 사서, 부수찬, 교리, 시독관, 부교리, 검토관, 겸문학, 수찬, 이조좌랑, 겸사서, 헌납, 부응교, 겸필선, 집의, 부사과, 겸보덕, 보덕, 응교, 시강관, 사인, 사간을 거쳐 승지가 되고, 대사간, 이조참의, 이조참판, 부제학을 거쳐 대사간이 되고 이후 예조참판, 이조참판, 도승지, 대사헌, 대사성, 병조참판을 거쳐 대사헌을 거쳐 동지의금부사, 부제학을 하다 이후 이조참판과 홍문관제학을 겸하고 형조판서와 예조판서로 제술관을 겸한 뒤 다시 이조판서, 대제학, 예조판서를 거쳐 경종 때 동지경연사를 겸하며 예조판서, 대제학, 형조판서, 공조판서를 하며 좌부빈객을 겸했으나 신임사화로 파직되었다가 이후 영조 때 지돈녕부사를 거쳐 우의정을 거쳐 좌의정에 이르렀고 나중에 판중추부사로 물러난다.
그뒤 영중추부사가 되었다. 1728년(영조 5) 이인좌의 난 진압 직후 분무원종공신 1등(奮武原從功臣一等)에 책록되었다.

## 같이 보기
- 노론
- 신임환국
- 이인좌의 난
- 민진원
- 이이명
- 이건명
- 이사명